# Philippe Pidoux
Pour l’article homonyme, voir Pidoux.
Philippe Pidoux, né le 17 juin 1943 à Avenches (originaire de Villars-le-Comte et Forel), est une personnalité politique suisse du canton de Vaud, membre du Parti radical-démocratique (PRD). Il est conseiller national de 1983 à 1999 et conseiller d'État de 1986 à 1994.

## Biographie
Philippe Pidoux est né le 17 juin 1943 à Avenches,. Il est originaire de Villars-le-Comte et Forel, deux communes du canton de Vaud. Son père est préfet d'Avenches. Il effectue une partie de sa scolarité au Collège Saint-Michel de Fribourg. Il étudie le droit à l'Université de Lausanne où il obtient une licence, puis, en 1969, un doctorat. Il passe ensuite un Master of comparative jurisprudence auprès de l'University of Texas Law School aux États-Unis. Finalement, il obtient un brevet d'avocat et exerce en tant qu'avocat d'affaires.
De 1997 à 2009, il est président du conseil d'administration de PubliGroupe. Il siège également au conseil d'administration de Zurich Insurance Group pendant la même période.
À Lausanne, il est président de l'un des conseils de paroisse de la ville. Il est capitaine à l'armée.

## Parcours politique
Membre du Parti radical-démocratique, Philippe Pidoux est président de la section d'Avenches en 1969. Il siège au Conseil communal de Lausanne de 1977 à 1983 et y préside le groupe radical,. Il est député au Grand Conseil du canton de Vaud de 1982 à 1986. Il y dirige le groupe industriel, commercial et touristique.
Il siège également de 1983 à 1999 au Conseil national. Dans les années 1980, il s'engage contre l'adhésion de la Suisse à l'Organisation des Nations Unies et s'oppose à l'institution d'un service civil. Contrairement à de nombreux radicaux vaudois de cette période, il défend une politique très libérale en matière économique. Au début des années 1990, il s'oppose à l'adhésion de la Suisse à l'Union européenne. Il est partisan d'une politique répressive en matière de drogue.
Le 5 mars 1986, il entre au Conseil d'État du canton de Vaud où il prend en charge le Département de l'intérieur et de la santé publique. Il succède à son collègue de parti Claude Perey. La réforme de l'organisation sanitaire qu'il mène se révèle impopulaire,. Le 20 mars 1994, lors du second tour des élections cantonales, il n'est pas réélu. Il est le deuxième conseiller d'État à ne pas être réélu depuis la création du canton en 1803 et le premier du XXe siècle.
Après la fin de son mandat de conseiller d'État, il promeut l'idée d'une fusion des cantons de Vaud et de Genève, mais elle est refusée en référendum.